# Férfi kosárlabdatorna a 2012. évi nyári olimpiai játékokon
A 2012. évi nyári olimpiai játékokon a férfi kosárlabdatornát július 29. és augusztus 12. között rendezték. A tornán 12 nemzet csapata vett részt. A tornát a címvédő amerikai válogatott nyerte, története során 14. alkalommal.
Az Egyesült Államok a Nigéria elleni mérkőzésen új rekordot állított fel azzal, hogy 156 pontot szerzett a mérkőzésen.

## Selejtezők
| Esemény                   | Dátum                             | Helyszín    | Kvóta | Kvalifikált csapatok                               |
| ------------------------- | --------------------------------- | ----------- | ----- | -------------------------------------------------- |
| Rendező                   | –                                 | –           | 1     | Nagy-Britannia (GBR)                               |
| 2010-es világbajnokság    | 2010. augusztus 28–szeptember 12. | Törökország | 1     | Egyesült Államok (USA)                             |
| 2011-es Afrika-bajnokság  | 2011. augusztus 17–28.            | Madagaszkár | 1     | Tunézia (TUN)                                      |
| 2011-es Amerika-bajnokság | 2011. augusztus 25–szeptember 8.  | Argentína   | 2     | Argentína (ARG) · Brazília (BRA)                   |
| 2011-es Óceánia-bajnokság | 2011. szeptember 7–11.            | Ausztrália  | 1     | Ausztrália (AUS)                                   |
| 2011-es Európa-bajnokság  | 2011. augusztus 31–szeptember 18. | Litvánia    | 2     | Spanyolország (ESP) · Franciaország (FRA)          |
| 2011-es Ázsia-bajnokság   | 2011. szeptember 15–25.           | Kína        | 1     | Kína (CHN)                                         |
| Olimpiai selejtező        | 2012. július 2–8.                 | Venezuela   | 3     | Oroszország (RUS) · Litvánia (LTU) · Nigéria (NGR) |
| Összesen                  |                                   |             | 12    |                                                    |

## Lebonyolítás
A csapatokat két darab hat csapatból álló csoportba sorsolták. A csoportmérkőzések után az első négy helyezett jutott a negyeddöntőbe, ahonnan egyenes kieséses rendszerben folytatódtak a küzdelmek. Az első négy helyért játszottak helyosztó mérkőzéseket.

## Eredmények
A mérkőzések kezdési időpontjai helyi idő szerint, zárójelben magyar idő szerint olvashatóak.

### Csoportkör
| Színmagyarázat                                              |
| ----------------------------------------------------------- |
| A csoportok első négy helyezettje bejutott a negyeddöntőbe. |
| A csoportok ötödik és hatodik helyezettjei kiestek.         |

#### A csoport
| Csapat                 | M | Gy | V | P+  | P–  | Pk   | PA    | P  |
| ---------------------- | - | -- | - | --- | --- | ---- | ----- | -- |
| Egyesült Államok (USA) | 5 | 5  | 0 | 589 | 398 | +191 | 1,480 | 10 |
| Franciaország (FRA)    | 5 | 4  | 1 | 376 | 378 | −2   | 0,995 | 9  |
| Argentína (ARG)        | 5 | 3  | 2 | 448 | 424 | +24  | 1,057 | 8  |
| Litvánia (LTU)         | 5 | 2  | 3 | 395 | 399 | −4   | 0,990 | 7  |
| Nigéria (NGR)          | 5 | 1  | 4 | 338 | 456 | −118 | 0,741 | 6  |
| Tunézia (TUN)          | 5 | 0  | 5 | 320 | 411 | −91  | 0,779 | 5  |

| 2012. július 29. 09:00 (10:00) | Nigéria (NGR)                          | 60–56     | Tunézia (TUN)   | Basketball Arena, London Játékvezetők: Ilija Belošević (SRB), Marcos Benito (BRA), Rabah Noujaim (LIB) |
| 2012. július 29. 09:00 (10:00) | (18–7, 13–8, 14–16, 15–25) Jegyzőkönyv |           |                 | Basketball Arena, London Játékvezetők: Ilija Belošević (SRB), Marcos Benito (BRA), Rabah Noujaim (LIB) |
| 2012. július 29. 09:00 (10:00) | Aminu 15                               | Pont      | Rzig 18         | Basketball Arena, London Játékvezetők: Ilija Belošević (SRB), Marcos Benito (BRA), Rabah Noujaim (LIB) |
| 2012. július 29. 09:00 (10:00) | Diogu 10                               | Lepattanó | Ben Romdhane 12 | Basketball Arena, London Játékvezetők: Ilija Belošević (SRB), Marcos Benito (BRA), Rabah Noujaim (LIB) |
| 2012. július 29. 09:00 (10:00) | Skinn 3                                | Gólpassz  | három játékos 3 | Basketball Arena, London Játékvezetők: Ilija Belošević (SRB), Marcos Benito (BRA), Rabah Noujaim (LIB) |

| 2012. július 29. 14:30 (15:30) | Egyesült Államok (USA)                   | 98–71     | Franciaország (FRA) | Basketball Arena, London Játékvezetők: Cristiano Maranho (BRA), Saša Pukl (SLO), Michael Aylen (AUS) |
| 2012. július 29. 14:30 (15:30) | (22–21, 30–15, 26–15, 20–20) Jegyzőkönyv |           |                     | Basketball Arena, London Játékvezetők: Cristiano Maranho (BRA), Saša Pukl (SLO), Michael Aylen (AUS) |
| 2012. július 29. 14:30 (15:30) | Durant 22                                | Pont      | Traore 12           | Basketball Arena, London Játékvezetők: Cristiano Maranho (BRA), Saša Pukl (SLO), Michael Aylen (AUS) |
| 2012. július 29. 14:30 (15:30) | Chandler, Durant 9                       | Lepattanó | Turiaf 9            | Basketball Arena, London Játékvezetők: Cristiano Maranho (BRA), Saša Pukl (SLO), Michael Aylen (AUS) |
| 2012. július 29. 14:30 (15:30) | James 8                                  | Gólpassz  | de Colo 3           | Basketball Arena, London Játékvezetők: Cristiano Maranho (BRA), Saša Pukl (SLO), Michael Aylen (AUS) |

| 2012. július 29. 22:15 (23:15) | Argentína (ARG)                          | 102–79    | Litvánia (LTU) | Basketball Arena, London Játékvezetők: Carl Jungebrand (FIN), Jorge Carrion (PUR), Vaughan Mayberry (AUS) |
| 2012. július 29. 22:15 (23:15) | (24–23, 27–16, 27–22, 24–18) Jegyzőkönyv |           |                | Basketball Arena, London Játékvezetők: Carl Jungebrand (FIN), Jorge Carrion (PUR), Vaughan Mayberry (AUS) |
| 2012. július 29. 22:15 (23:15) | Scola 32                                 | Pont      | Kleiza 20      | Basketball Arena, London Játékvezetők: Carl Jungebrand (FIN), Jorge Carrion (PUR), Vaughan Mayberry (AUS) |
| 2012. július 29. 22:15 (23:15) | Ginóbili 10                              | Lepattanó | Kleiza 7       | Basketball Arena, London Játékvezetők: Carl Jungebrand (FIN), Jorge Carrion (PUR), Vaughan Mayberry (AUS) |
| 2012. július 29. 22:15 (23:15) | Ginóbili, Prigioni 6                     | Gólpassz  | Kalnietis 5    | Basketball Arena, London Játékvezetők: Carl Jungebrand (FIN), Jorge Carrion (PUR), Vaughan Mayberry (AUS) |

| 2012. július 31. 14:30 (15:30) | Litvánia (LTU)                          | 72–53     | Nigéria (NGR)       | Basketball Arena, London Játékvezetők: Cristiano Maranho (BRA), Stephen Seibel (CAN), Vitalis Gode (KEN) |
| 2012. július 31. 14:30 (15:30) | (14–8, 20–19, 22–13, 16–13) Jegyzőkönyv |           |                     | Basketball Arena, London Játékvezetők: Cristiano Maranho (BRA), Stephen Seibel (CAN), Vitalis Gode (KEN) |
| 2012. július 31. 14:30 (15:30) | Songaila 12                             | Pont      | Diogu, Al. Aminu 12 | Basketball Arena, London Játékvezetők: Cristiano Maranho (BRA), Stephen Seibel (CAN), Vitalis Gode (KEN) |
| 2012. július 31. 14:30 (15:30) | Kleiza 6                                | Lepattanó | Al. Aminu 11        | Basketball Arena, London Játékvezetők: Cristiano Maranho (BRA), Stephen Seibel (CAN), Vitalis Gode (KEN) |
| 2012. július 31. 14:30 (15:30) | Jasikevičius 9                          | Gólpassz  | Al. Aminu 2         | Basketball Arena, London Játékvezetők: Cristiano Maranho (BRA), Stephen Seibel (CAN), Vitalis Gode (KEN) |

| 2012. július 31. 20:00 (21:00) | Franciaország (FRA)                      | 71–64     | Argentína (ARG) | Basketball Arena, London Játékvezetők: Juan Arteaga (ESP), Marcos Benito (BRA), Luigi Lamonica (ITA) |
| 2012. július 31. 20:00 (21:00) | (19–12, 13–17, 23–24, 16–11) Jegyzőkönyv |           |                 | Basketball Arena, London Játékvezetők: Juan Arteaga (ESP), Marcos Benito (BRA), Luigi Lamonica (ITA) |
| 2012. július 31. 20:00 (21:00) | Parker 17                                | Pont      | Ginóbili 26     | Basketball Arena, London Játékvezetők: Juan Arteaga (ESP), Marcos Benito (BRA), Luigi Lamonica (ITA) |
| 2012. július 31. 20:00 (21:00) | Batum 7                                  | Lepattanó | Scola 8         | Basketball Arena, London Játékvezetők: Juan Arteaga (ESP), Marcos Benito (BRA), Luigi Lamonica (ITA) |
| 2012. július 31. 20:00 (21:00) | Parker 5                                 | Gólpassz  | Prigioni 8      | Basketball Arena, London Játékvezetők: Juan Arteaga (ESP), Marcos Benito (BRA), Luigi Lamonica (ITA) |

| 2012. július 31. 22:15 (23:15) | Tunézia (TUN)                            | 63–110    | Egyesült Államok (USA) | Basketball Arena, London Játékvezetők: Vaughan Mayberry (AUS), Samir Abaakil (MAR), Oļegs Latiševs (LAT) |
| 2012. július 31. 22:15 (23:15) | (15–21, 18–25, 14–39, 16–25) Jegyzőkönyv |           |                        | Basketball Arena, London Játékvezetők: Vaughan Mayberry (AUS), Samir Abaakil (MAR), Oļegs Latiševs (LAT) |
| 2012. július 31. 22:15 (23:15) | Ben Romdhane 22                          | Pont      | Love, Anthony 16       | Basketball Arena, London Játékvezetők: Vaughan Mayberry (AUS), Samir Abaakil (MAR), Oļegs Latiševs (LAT) |
| 2012. július 31. 22:15 (23:15) | Ben Romdhane 11                          | Lepattanó | Durant 10              | Basketball Arena, London Játékvezetők: Vaughan Mayberry (AUS), Samir Abaakil (MAR), Oļegs Latiševs (LAT) |
| 2012. július 31. 22:15 (23:15) | Ben Romdhane 4                           | Gólpassz  | Paul 7                 | Basketball Arena, London Játékvezetők: Vaughan Mayberry (AUS), Samir Abaakil (MAR), Oļegs Latiševs (LAT) |

| 2012. augusztus 2. 09:00 (10:00) | Franciaország (FRA)                     | 82–74     | Litvánia (LTU) | Basketball Arena, London Játékvezetők: Christos Christodoulou (GRE), Ilija Belošević (SRB), Jorge Vázquez (PUR) |
| 2012. augusztus 2. 09:00 (10:00) | (25–21, 14–22, 20–9, 23–22) Jegyzőkönyv |           |                | Basketball Arena, London Játékvezetők: Christos Christodoulou (GRE), Ilija Belošević (SRB), Jorge Vázquez (PUR) |
| 2012. augusztus 2. 09:00 (10:00) | Parker 27                               | Pont      | Kleiza 17      | Basketball Arena, London Játékvezetők: Christos Christodoulou (GRE), Ilija Belošević (SRB), Jorge Vázquez (PUR) |
| 2012. augusztus 2. 09:00 (10:00) | Turiaf 10                               | Lepattanó | Kleiza 7       | Basketball Arena, London Játékvezetők: Christos Christodoulou (GRE), Ilija Belošević (SRB), Jorge Vázquez (PUR) |
| 2012. augusztus 2. 09:00 (10:00) | Diaw 8                                  | Gólpassz  | Jasikevičius 5 | Basketball Arena, London Játékvezetők: Christos Christodoulou (GRE), Ilija Belošević (SRB), Jorge Vázquez (PUR) |

| 2012. augusztus 2. 14:30 (15:30) | Argentína (ARG)                          | 92–69     | Tunézia (TUN) | Basketball Arena, London Játékvezetők: Guerrino Cerebuch (ITA), Michael Aylen (AUS), Borisz Rizsik (UKR) |
| 2012. augusztus 2. 14:30 (15:30) | (14–28, 26–12, 31–16, 21–13) Jegyzőkönyv |           |               | Basketball Arena, London Játékvezetők: Guerrino Cerebuch (ITA), Michael Aylen (AUS), Borisz Rizsik (UKR) |
| 2012. augusztus 2. 14:30 (15:30) | Ginóbili 24                              | Pont      | Mejri 19      | Basketball Arena, London Játékvezetők: Guerrino Cerebuch (ITA), Michael Aylen (AUS), Borisz Rizsik (UKR) |
| 2012. augusztus 2. 14:30 (15:30) | Scola 10                                 | Lepattanó | Mejri 14      | Basketball Arena, London Játékvezetők: Guerrino Cerebuch (ITA), Michael Aylen (AUS), Borisz Rizsik (UKR) |
| 2012. augusztus 2. 14:30 (15:30) | Campazzo 7                               | Gólpassz  | Laghnej 6     | Basketball Arena, London Játékvezetők: Guerrino Cerebuch (ITA), Michael Aylen (AUS), Borisz Rizsik (UKR) |

| 2012. augusztus 2. 22:15 (23:15) | Egyesült Államok (USA)                   | 156–73    | Nigéria (NGR) | Basketball Arena, London Játékvezetők: Juan Arteaga (ESP), Robert Lottermoser (GER), Jelena Csernova (RUS) |
| 2012. augusztus 2. 22:15 (23:15) | (49–25, 29–20, 41–17, 37–11) Jegyzőkönyv |           |               | Basketball Arena, London Játékvezetők: Juan Arteaga (ESP), Robert Lottermoser (GER), Jelena Csernova (RUS) |
| 2012. augusztus 2. 22:15 (23:15) | Anthony 37                               | Pont      | Diogu 27      | Basketball Arena, London Játékvezetők: Juan Arteaga (ESP), Robert Lottermoser (GER), Jelena Csernova (RUS) |
| 2012. augusztus 2. 22:15 (23:15) | Davis, Love 6                            | Lepattanó | Diogu 7       | Basketball Arena, London Játékvezetők: Juan Arteaga (ESP), Robert Lottermoser (GER), Jelena Csernova (RUS) |
| 2012. augusztus 2. 22:15 (23:15) | Williams 11                              | Gólpassz  | Aminu 4       | Basketball Arena, London Játékvezetők: Juan Arteaga (ESP), Robert Lottermoser (GER), Jelena Csernova (RUS) |

| 2012. augusztus 4. 9:00 (10:00) | Tunézia (TUN)                            | 69–73     | Franciaország (FRA) | Basketball Arena, London Játékvezetők: Guerrino Cerebuch (ITA), William Kennedy (USA), Vaughan Mayberry (AUS) |
| 2012. augusztus 4. 9:00 (10:00) | (15–20, 12–15, 16–25, 26–13) Jegyzőkönyv |           |                     | Basketball Arena, London Játékvezetők: Guerrino Cerebuch (ITA), William Kennedy (USA), Vaughan Mayberry (AUS) |
| 2012. augusztus 4. 9:00 (10:00) | Hdidane 20                               | Pont      | Parker 22           | Basketball Arena, London Játékvezetők: Guerrino Cerebuch (ITA), William Kennedy (USA), Vaughan Mayberry (AUS) |
| 2012. augusztus 4. 9:00 (10:00) | Ben Romdhane 8                           | Lepattanó | Batum 8             | Basketball Arena, London Játékvezetők: Guerrino Cerebuch (ITA), William Kennedy (USA), Vaughan Mayberry (AUS) |
| 2012. augusztus 4. 9:00 (10:00) | Laghnej, Mejri 3                         | Gólpassz  | Diaw 5              | Basketball Arena, London Játékvezetők: Guerrino Cerebuch (ITA), William Kennedy (USA), Vaughan Mayberry (AUS) |

| 2012. augusztus 4. 14:30 (15:30) | Litvánia (LTU)                           | 94–99     | Egyesült Államok (USA) | Basketball Arena, London Játékvezetők: Recep Ankaralı (TUR), Luigi Lamonica (ITA), Marcos Benito (BRA) |
| 2012. augusztus 4. 14:30 (15:30) | (25–33, 26–22, 21–23, 22–21) Jegyzőkönyv |           |                        | Basketball Arena, London Játékvezetők: Recep Ankaralı (TUR), Luigi Lamonica (ITA), Marcos Benito (BRA) |
| 2012. augusztus 4. 14:30 (15:30) | Kleiza 25                                | Pont      | James, Anthony 20      | Basketball Arena, London Játékvezetők: Recep Ankaralı (TUR), Luigi Lamonica (ITA), Marcos Benito (BRA) |
| 2012. augusztus 4. 14:30 (15:30) | Pocius 7                                 | Lepattanó | Love 8                 | Basketball Arena, London Játékvezetők: Recep Ankaralı (TUR), Luigi Lamonica (ITA), Marcos Benito (BRA) |
| 2012. augusztus 4. 14:30 (15:30) | Jasikevičius, Pocius 6                   | Gólpassz  | Paul 6                 | Basketball Arena, London Játékvezetők: Recep Ankaralı (TUR), Luigi Lamonica (ITA), Marcos Benito (BRA) |

| 2012. augusztus 4. 22:15 (23:15) | Nigéria (NGR)                            | 79–93     | Argentína (ARG) | Basketball Arena, London Játékvezetők: Cristiano Maranho (BRA), Michael Aylen (AUS), Samir Abaakil (MAR) |
| 2012. augusztus 4. 22:15 (23:15) | (19–37, 18–20, 20–19, 22–17) Jegyzőkönyv |           |                 | Basketball Arena, London Játékvezetők: Cristiano Maranho (BRA), Michael Aylen (AUS), Samir Abaakil (MAR) |
| 2012. augusztus 4. 22:15 (23:15) | Diogu 16                                 | Pont      | Scola 22        | Basketball Arena, London Játékvezetők: Cristiano Maranho (BRA), Michael Aylen (AUS), Samir Abaakil (MAR) |
| 2012. augusztus 4. 22:15 (23:15) | Diogu 11                                 | Lepattanó | Nocioni 6       | Basketball Arena, London Játékvezetők: Cristiano Maranho (BRA), Michael Aylen (AUS), Samir Abaakil (MAR) |
| 2012. augusztus 4. 22:15 (23:15) | Aminu 5                                  | Gólpassz  | Ginóbili 8      | Basketball Arena, London Játékvezetők: Cristiano Maranho (BRA), Michael Aylen (AUS), Samir Abaakil (MAR) |

| 2012. augusztus 6. 11:15 (12:15) | Tunézia (TUN)                          | 63–76     | Litvánia (LTU)            | Basketball Arena, London Játékvezetők: Juan Arteaga (ESP), Saša Pukl (SLO), Felicia Grinter (USA) |
| 2012. augusztus 6. 11:15 (12:15) | (18–7, 17–22, 19–21, 9–26) Jegyzőkönyv |           |                           | Basketball Arena, London Játékvezetők: Juan Arteaga (ESP), Saša Pukl (SLO), Felicia Grinter (USA) |
| 2012. augusztus 6. 11:15 (12:15) | Rzig 17                                | Pont      | Songaila, Jasikevičius 13 | Basketball Arena, London Játékvezetők: Juan Arteaga (ESP), Saša Pukl (SLO), Felicia Grinter (USA) |
| 2012. augusztus 6. 11:15 (12:15) | Mejri 12                               | Lepattanó | Kleiza, Valančiūnas 6     | Basketball Arena, London Játékvezetők: Juan Arteaga (ESP), Saša Pukl (SLO), Felicia Grinter (USA) |
| 2012. augusztus 6. 11:15 (12:15) | Mejri 3                                | Gólpassz  | Kalnietis 9               | Basketball Arena, London Játékvezetők: Juan Arteaga (ESP), Saša Pukl (SLO), Felicia Grinter (USA) |

| 2012. augusztus 6. 14:30 (15:30) | Franciaország (FRA)                      | 79–73     | Nigéria (NGR)     | Basketball Arena, London Játékvezetők: Recep Ankaralı (TUR), Michael Aylen (AUS), Rabah Noujaim (LIB) |
| 2012. augusztus 6. 14:30 (15:30) | (23–10, 18–20, 15–24, 23–19) Jegyzőkönyv |           |                   | Basketball Arena, London Játékvezetők: Recep Ankaralı (TUR), Michael Aylen (AUS), Rabah Noujaim (LIB) |
| 2012. augusztus 6. 14:30 (15:30) | Batum 23                                 | Pont      | Oguchi 35         | Basketball Arena, London Játékvezetők: Recep Ankaralı (TUR), Michael Aylen (AUS), Rabah Noujaim (LIB) |
| 2012. augusztus 6. 14:30 (15:30) | Batum, Diaw 6                            | Lepattanó | Diogu, A. Aminu 7 | Basketball Arena, London Játékvezetők: Recep Ankaralı (TUR), Michael Aylen (AUS), Rabah Noujaim (LIB) |
| 2012. augusztus 6. 14:30 (15:30) | Parker 7                                 | Gólpassz  | négy játékos 2    | Basketball Arena, London Játékvezetők: Recep Ankaralı (TUR), Michael Aylen (AUS), Rabah Noujaim (LIB) |

| 2012. augusztus 6. 22:15 (23:15) | Argentína (ARG)                          | 97–126    | Egyesült Államok (USA) | Basketball Arena, London Játékvezetők: Christos Christodoulou (GRE), Ilija Belošević (SRB), Stephen Seibel (CAN) |
| 2012. augusztus 6. 22:15 (23:15) | (32–34, 27–26, 17–42, 21–24) Jegyzőkönyv |           |                        | Basketball Arena, London Játékvezetők: Christos Christodoulou (GRE), Ilija Belošević (SRB), Stephen Seibel (CAN) |
| 2012. augusztus 6. 22:15 (23:15) | Ginóbili 16                              | Pont      | Durant 28              | Basketball Arena, London Játékvezetők: Christos Christodoulou (GRE), Ilija Belošević (SRB), Stephen Seibel (CAN) |
| 2012. augusztus 6. 22:15 (23:15) | Ginóbili 5                               | Lepattanó | Iguodala, Love 9       | Basketball Arena, London Játékvezetők: Christos Christodoulou (GRE), Ilija Belošević (SRB), Stephen Seibel (CAN) |
| 2012. augusztus 6. 22:15 (23:15) | Campazzo 7                               | Gólpassz  | Paul 7                 | Basketball Arena, London Játékvezetők: Christos Christodoulou (GRE), Ilija Belošević (SRB), Stephen Seibel (CAN) |

#### B csoport
| Csapat               | M | Gy | V | P+  | P–  | Pk   | PA    | P |
| -------------------- | - | -- | - | --- | --- | ---- | ----- | - |
| Oroszország (RUS)    | 5 | 4  | 1 | 400 | 359 | +41  | 1,114 | 9 |
| Brazília (BRA)       | 5 | 4  | 1 | 402 | 349 | +47  | 1,152 | 9 |
| Spanyolország (ESP)  | 5 | 3  | 2 | 414 | 394 | +26  | 1,051 | 8 |
| Ausztrália (AUS)     | 5 | 3  | 2 | 410 | 373 | +37  | 1,099 | 8 |
| Nagy-Britannia (GBR) | 5 | 1  | 4 | 380 | 405 | −25  | 0,938 | 6 |
| Kína (CHN)           | 5 | 0  | 5 | 313 | 439 | −126 | 0,713 | 5 |

| 2012. július 29. 11:15 (12:15) | Brazília (BRA)                           | 75–71     | Ausztrália (AUS) | Basketball Arena, London Játékvezetők: Guerrino Cerebuch (ITA), William Kennedy (USA), Christos Christodoulou (GRE) |
| 2012. július 29. 11:15 (12:15) | (19–20, 17–15, 20–14, 19–22) Jegyzőkönyv |           |                  | Basketball Arena, London Játékvezetők: Guerrino Cerebuch (ITA), William Kennedy (USA), Christos Christodoulou (GRE) |
| 2012. július 29. 11:15 (12:15) | Barbosa 16                               | Pont      | Mills 20         | Basketball Arena, London Játékvezetők: Guerrino Cerebuch (ITA), William Kennedy (USA), Christos Christodoulou (GRE) |
| 2012. július 29. 11:15 (12:15) | Varejão 7                                | Lepattanó | Andersen 8       | Basketball Arena, London Játékvezetők: Guerrino Cerebuch (ITA), William Kennedy (USA), Christos Christodoulou (GRE) |
| 2012. július 29. 11:15 (12:15) | Huertas 10                               | Gólpassz  | Mills, Nielsen 4 | Basketball Arena, London Játékvezetők: Guerrino Cerebuch (ITA), William Kennedy (USA), Christos Christodoulou (GRE) |

| 2012. július 29. 16:45 (17:45) | Spanyolország (ESP)                      | 97–81     | Kína (CHN)        | Basketball Arena, London Játékvezetők: Luigi Lamonica (ITA), Felicia Grinter (USA), Fernando Sampietro (ARG) |
| 2012. július 29. 16:45 (17:45) | (19–17, 34–24, 16–19, 28–21) Jegyzőkönyv |           |                   | Basketball Arena, London Játékvezetők: Luigi Lamonica (ITA), Felicia Grinter (USA), Fernando Sampietro (ARG) |
| 2012. július 29. 16:45 (17:45) | P. Gasol 21                              | Pont      | Ji Csien-lien 30  | Basketball Arena, London Játékvezetők: Luigi Lamonica (ITA), Felicia Grinter (USA), Fernando Sampietro (ARG) |
| 2012. július 29. 16:45 (17:45) | P. Gasol 11                              | Lepattanó | Ji Csien-lien 12  | Basketball Arena, London Játékvezetők: Luigi Lamonica (ITA), Felicia Grinter (USA), Fernando Sampietro (ARG) |
| 2012. július 29. 16:45 (17:45) | M. Gasol 5                               | Gólpassz  | Csen Csiang-hua 5 | Basketball Arena, London Játékvezetők: Luigi Lamonica (ITA), Felicia Grinter (USA), Fernando Sampietro (ARG) |

| 2012. július 29. 20:00 (21:00) | Oroszország (RUS)                        | 95–75     | Nagy-Britannia (GBR) | Basketball Arena, London Játékvezetők: Pablo Estévez (ARG), Jorge Vázquez (PUR), Stephen Seibel (CAN) |
| 2012. július 29. 20:00 (21:00) | (24–19, 25–15, 22–24, 24–17) Jegyzőkönyv |           |                      | Basketball Arena, London Játékvezetők: Pablo Estévez (ARG), Jorge Vázquez (PUR), Stephen Seibel (CAN) |
| 2012. július 29. 20:00 (21:00) | Kirilenko 35                             | Pont      | Deng 26              | Basketball Arena, London Játékvezetők: Pablo Estévez (ARG), Jorge Vázquez (PUR), Stephen Seibel (CAN) |
| 2012. július 29. 20:00 (21:00) | Sved 6                                   | Lepattanó | Freeland 10          | Basketball Arena, London Játékvezetők: Pablo Estévez (ARG), Jorge Vázquez (PUR), Stephen Seibel (CAN) |
| 2012. július 29. 20:00 (21:00) | Sved 13                                  | Gólpassz  | Deng, Reinking 3     | Basketball Arena, London Játékvezetők: Pablo Estévez (ARG), Jorge Vázquez (PUR), Stephen Seibel (CAN) |

| 2012. július 31. 9:00 (10:00) | Kína (CHN)                               | 54–73     | Oroszország (RUS) | Basketball Arena, London Játékvezetők: Saša Pukl (SLO), Robert Lottermoser (GER), William Kennedy (USA) |
| 2012. július 31. 9:00 (10:00) | (12–20, 13–20, 14–21, 15–12) Jegyzőkönyv |           |                   | Basketball Arena, London Játékvezetők: Saša Pukl (SLO), Robert Lottermoser (GER), William Kennedy (USA) |
| 2012. július 31. 9:00 (10:00) | Ji Csien-lien 16                         | Pont      | Kirilenko 16      | Basketball Arena, London Játékvezetők: Saša Pukl (SLO), Robert Lottermoser (GER), William Kennedy (USA) |
| 2012. július 31. 9:00 (10:00) | Ji Csien-lien 7                          | Lepattanó | Hrjapa 12         | Basketball Arena, London Játékvezetők: Saša Pukl (SLO), Robert Lottermoser (GER), William Kennedy (USA) |
| 2012. július 31. 9:00 (10:00) | Csen Csiang-hua 4                        | Gólpassz  | Sved, Hrjapa 6    | Basketball Arena, London Játékvezetők: Saša Pukl (SLO), Robert Lottermoser (GER), William Kennedy (USA) |

| 2012. július 31. 11:15 (12:15) | Ausztrália (AUS)                         | 70–82     | Spanyolország (ESP) | Basketball Arena, London Játékvezetők: Carl Jungebrand (FIN), Borisz Rizsik (UKR), José Carrion (PUR) |
| 2012. július 31. 11:15 (12:15) | (19–14, 13–23, 10–26, 28–19) Jegyzőkönyv |           |                     | Basketball Arena, London Játékvezetők: Carl Jungebrand (FIN), Borisz Rizsik (UKR), José Carrion (PUR) |
| 2012. július 31. 11:15 (12:15) | Ingles 12                                | Pont      | P. Gasol 20         | Basketball Arena, London Játékvezetők: Carl Jungebrand (FIN), Borisz Rizsik (UKR), José Carrion (PUR) |
| 2012. július 31. 11:15 (12:15) | Andersen 7                               | Lepattanó | Reyes 12            | Basketball Arena, London Játékvezetők: Carl Jungebrand (FIN), Borisz Rizsik (UKR), José Carrion (PUR) |
| 2012. július 31. 11:15 (12:15) | Dellavedova 4                            | Gólpassz  | három játékos 3     | Basketball Arena, London Játékvezetők: Carl Jungebrand (FIN), Borisz Rizsik (UKR), José Carrion (PUR) |

| 2012. július 31. 16:45 (17:45) | Nagy-Britannia (GBR)                    | 62–67     | Brazília (BRA)  | Basketball Arena, London Játékvezetők: Recep Ankaralı (TUR), Ilija Belošević (SRB), Fernando Sampietro (ARG) |
| 2012. július 31. 16:45 (17:45) | (11–4, 16–23, 16–21, 19-19) Jegyzőkönyv |           |                 | Basketball Arena, London Játékvezetők: Recep Ankaralı (TUR), Ilija Belošević (SRB), Fernando Sampietro (ARG) |
| 2012. július 31. 16:45 (17:45) | Mensah-Bonsu, Reinking 13               | Pont      | Splitter 21     | Basketball Arena, London Játékvezetők: Recep Ankaralı (TUR), Ilija Belošević (SRB), Fernando Sampietro (ARG) |
| 2012. július 31. 16:45 (17:45) | Mensah-Bonsu 12                         | Lepattanó | három játékos 6 | Basketball Arena, London Játékvezetők: Recep Ankaralı (TUR), Ilija Belošević (SRB), Fernando Sampietro (ARG) |
| 2012. július 31. 16:45 (17:45) | Deng 7                                  | Gólpassz  | Huertas 8       | Basketball Arena, London Játékvezetők: Recep Ankaralı (TUR), Ilija Belošević (SRB), Fernando Sampietro (ARG) |

| 2012. augusztus 2. 11:15 (12:15) | Ausztrália (AUS)                        | 81–61     | Kína (CHN)                     | Basketball Arena, London Játékvezetők: Recep Ankaralı (TUR), Pablo Estévez (ARG), Stephen Seibel (CAN) |
| 2012. augusztus 2. 11:15 (12:15) | (21–22, 28–11, 12–20, 20–8) Jegyzőkönyv |           |                                | Basketball Arena, London Játékvezetők: Recep Ankaralı (TUR), Pablo Estévez (ARG), Stephen Seibel (CAN) |
| 2012. augusztus 2. 11:15 (12:15) | Mills 20                                | Pont      | Vang Si-peng 21                | Basketball Arena, London Játékvezetők: Recep Ankaralı (TUR), Pablo Estévez (ARG), Stephen Seibel (CAN) |
| 2012. augusztus 2. 11:15 (12:15) | Worthington 8                           | Lepattanó | Ji Csien-lien, Vang Cse-cse 12 | Basketball Arena, London Játékvezetők: Recep Ankaralı (TUR), Pablo Estévez (ARG), Stephen Seibel (CAN) |
| 2012. augusztus 2. 11:15 (12:15) | Ingles 7                                | Gólpassz  | Vang Si-peng 3                 | Basketball Arena, London Játékvezetők: Recep Ankaralı (TUR), Pablo Estévez (ARG), Stephen Seibel (CAN) |

| 2012. augusztus 2. 16:45 (17:45) | Brazília (BRA)                           | 74–75     | Oroszország (RUS) | Basketball Arena, London Játékvezetők: José Carrion (PUR), Luigi Lamonica (ITA), Rabah Noujaim (LIB) |
| 2012. augusztus 2. 16:45 (17:45) | (20–15, 12–25, 21–19, 21–16) Jegyzőkönyv |           |                   | Basketball Arena, London Játékvezetők: José Carrion (PUR), Luigi Lamonica (ITA), Rabah Noujaim (LIB) |
| 2012. augusztus 2. 16:45 (17:45) | Barbosa 16                               | Pont      | Kirilenko 19      | Basketball Arena, London Játékvezetők: José Carrion (PUR), Luigi Lamonica (ITA), Rabah Noujaim (LIB) |
| 2012. augusztus 2. 16:45 (17:45) | Nenê 10                                  | Lepattanó | Monya, Mozgov 7   | Basketball Arena, London Játékvezetők: José Carrion (PUR), Luigi Lamonica (ITA), Rabah Noujaim (LIB) |
| 2012. augusztus 2. 16:45 (17:45) | Marquinhos 4                             | Gólpassz  | Sved 6            | Basketball Arena, London Játékvezetők: José Carrion (PUR), Luigi Lamonica (ITA), Rabah Noujaim (LIB) |

| 2012. augusztus 2. 20:00 (21:00) | Spanyolország (ESP)                      | 79–78     | Nagy-Britannia (GBR) | Basketball Arena, London Játékvezetők: William Kennedy (USA), Saša Pukl (SLO), Oļegs Latiševs (LAT) |
| 2012. augusztus 2. 20:00 (21:00) | (24–15, 13–14, 24–19, 18–30) Jegyzőkönyv |           |                      | Basketball Arena, London Játékvezetők: William Kennedy (USA), Saša Pukl (SLO), Oļegs Latiševs (LAT) |
| 2012. augusztus 2. 20:00 (21:00) | Calderón 19                              | Pont      | Deng 26              | Basketball Arena, London Játékvezetők: William Kennedy (USA), Saša Pukl (SLO), Oļegs Latiševs (LAT) |
| 2012. augusztus 2. 20:00 (21:00) | San Emeterio 10                          | Lepattanó | Deng 9               | Basketball Arena, London Játékvezetők: William Kennedy (USA), Saša Pukl (SLO), Oļegs Latiševs (LAT) |
| 2012. augusztus 2. 20:00 (21:00) | Fernández 7                              | Gólpassz  | Deng 7               | Basketball Arena, London Játékvezetők: William Kennedy (USA), Saša Pukl (SLO), Oļegs Latiševs (LAT) |

| 2012. augusztus 4. 11:15 (12:15) | Oroszország (RUS)                        | 77–74     | Spanyolország (ESP)   | Basketball Arena, London Játékvezetők: Christos Christodoulou (GRE), Jorge Vázquez (PUR), Fernando Sampietro (ARG) |
| 2012. augusztus 4. 11:15 (12:15) | (11–28, 21–12, 24–13, 21–21) Jegyzőkönyv |           |                       | Basketball Arena, London Játékvezetők: Christos Christodoulou (GRE), Jorge Vázquez (PUR), Fernando Sampietro (ARG) |
| 2012. augusztus 4. 11:15 (12:15) | Fridzon 24                               | Pont      | P. Gasol 20           | Basketball Arena, London Játékvezetők: Christos Christodoulou (GRE), Jorge Vázquez (PUR), Fernando Sampietro (ARG) |
| 2012. augusztus 4. 11:15 (12:15) | Mozgov 9                                 | Lepattanó | M. Gasol 9            | Basketball Arena, London Játékvezetők: Christos Christodoulou (GRE), Jorge Vázquez (PUR), Fernando Sampietro (ARG) |
| 2012. augusztus 4. 11:15 (12:15) | Ponkrasov 11                             | Gólpassz  | Rodríguez, Calderón 3 | Basketball Arena, London Játékvezetők: Christos Christodoulou (GRE), Jorge Vázquez (PUR), Fernando Sampietro (ARG) |

| 2012. augusztus 4. 16:45 (17:45) | Kína (CHN)                               | 59–98     | Brazília (BRA) | Basketball Arena, London Játékvezetők: Carl Jungebrand (FIN), Borisz Rizsik (UKR), Oļegs Latiševs (LAT) |
| 2012. augusztus 4. 16:45 (17:45) | (11–25, 10–17, 17–28, 21–28) Jegyzőkönyv |           |                | Basketball Arena, London Játékvezetők: Carl Jungebrand (FIN), Borisz Rizsik (UKR), Oļegs Latiševs (LAT) |
| 2012. augusztus 4. 16:45 (17:45) | Csu Fang-jü 13                           | Pont      | Marquinhos 14  | Basketball Arena, London Játékvezetők: Carl Jungebrand (FIN), Borisz Rizsik (UKR), Oļegs Latiševs (LAT) |
| 2012. augusztus 4. 16:45 (17:45) | Ji Csien-lien 6                          | Lepattanó | Varejão 13     | Basketball Arena, London Játékvezetők: Carl Jungebrand (FIN), Borisz Rizsik (UKR), Oļegs Latiševs (LAT) |
| 2012. augusztus 4. 16:45 (17:45) | Csen Csiang-hua 2                        | Gólpassz  | Taylor 6       | Basketball Arena, London Játékvezetők: Carl Jungebrand (FIN), Borisz Rizsik (UKR), Oļegs Latiševs (LAT) |

| 2012. augusztus 4. 20:00 (21:00) | Nagy-Britannia (GBR)                     | 75–106    | Ausztrália (AUS) | Basketball Arena, London Játékvezetők: Juan Arteaga (ESP), José Carrion (PUR), Robert Lottermoser (GER) |
| 2012. augusztus 4. 20:00 (21:00) | (25–18, 21–18, 14–30, 15–40) Jegyzőkönyv |           |                  | Basketball Arena, London Játékvezetők: Juan Arteaga (ESP), José Carrion (PUR), Robert Lottermoser (GER) |
| 2012. augusztus 4. 20:00 (21:00) | Freeland 16                              | Pont      | Mills 39         | Basketball Arena, London Játékvezetők: Juan Arteaga (ESP), José Carrion (PUR), Robert Lottermoser (GER) |
| 2012. augusztus 4. 20:00 (21:00) | Freeland 7                               | Lepattanó | Newley 8         | Basketball Arena, London Játékvezetők: Juan Arteaga (ESP), José Carrion (PUR), Robert Lottermoser (GER) |
| 2012. augusztus 4. 20:00 (21:00) | Archibald 4                              | Gólpassz  | Ingles, Newley 4 | Basketball Arena, London Játékvezetők: Juan Arteaga (ESP), José Carrion (PUR), Robert Lottermoser (GER) |

| 2012. augusztus 6. 9:00 (10:00) | Ausztrália (AUS)                         | 82–80     | Oroszország (RUS) | Basketball Arena, London Játékvezetők: Carl Jungebrand (FIN), Luigi Lamonica (ITA), Samir Abaakil (MAR) |
| 2012. augusztus 6. 9:00 (10:00) | (29–20, 17–25, 23–19, 13–16) Jegyzőkönyv |           |                   | Basketball Arena, London Játékvezetők: Carl Jungebrand (FIN), Luigi Lamonica (ITA), Samir Abaakil (MAR) |
| 2012. augusztus 6. 9:00 (10:00) | Ingles 20                                | Pont      | Kaun 18           | Basketball Arena, London Játékvezetők: Carl Jungebrand (FIN), Luigi Lamonica (ITA), Samir Abaakil (MAR) |
| 2012. augusztus 6. 9:00 (10:00) | Dellavedova 6                            | Lepattanó | három játékos 6   | Basketball Arena, London Játékvezetők: Carl Jungebrand (FIN), Luigi Lamonica (ITA), Samir Abaakil (MAR) |
| 2012. augusztus 6. 9:00 (10:00) | Dellavedova 7                            | Gólpassz  | Hrjapa 8          | Basketball Arena, London Játékvezetők: Carl Jungebrand (FIN), Luigi Lamonica (ITA), Samir Abaakil (MAR) |

| 2012. augusztus 6. 16:45 (17:45) | Nagy-Britannia (GBR)                     | 90–58     | Kína (CHN)       | Basketball Arena, London Játékvezetők: Cristiano Maranho (BRA), Fernando Sampietro (ARG), Vaughan Mayberry (AUS) |
| 2012. augusztus 6. 16:45 (17:45) | (27–15, 19–16, 26–17, 18–10) Jegyzőkönyv |           |                  | Basketball Arena, London Játékvezetők: Cristiano Maranho (BRA), Fernando Sampietro (ARG), Vaughan Mayberry (AUS) |
| 2012. augusztus 6. 16:45 (17:45) | Achara 16                                | Pont      | Vang Cse-cse 11  | Basketball Arena, London Játékvezetők: Cristiano Maranho (BRA), Fernando Sampietro (ARG), Vaughan Mayberry (AUS) |
| 2012. augusztus 6. 16:45 (17:45) | Archibald 9                              | Lepattanó | Ji Csien-lien 14 | Basketball Arena, London Játékvezetők: Cristiano Maranho (BRA), Fernando Sampietro (ARG), Vaughan Mayberry (AUS) |
| 2012. augusztus 6. 16:45 (17:45) | Lawrence 6                               | Gólpassz  | Liu Vej 4        | Basketball Arena, London Játékvezetők: Cristiano Maranho (BRA), Fernando Sampietro (ARG), Vaughan Mayberry (AUS) |

| 2012. augusztus 6. 20:00 (21:00) | Spanyolország (ESP)                      | 82–88     | Brazília (BRA) | Basketball Arena, London Játékvezetők: Pablo Estévez (ARG), Jorge Vázquez (PUR), Robert Lottermoser (GER) |
| 2012. augusztus 6. 20:00 (21:00) | (26–17, 18–21, 22–19, 16–31) Jegyzőkönyv |           |                | Basketball Arena, London Játékvezetők: Pablo Estévez (ARG), Jorge Vázquez (PUR), Robert Lottermoser (GER) |
| 2012. augusztus 6. 20:00 (21:00) | P. Gasol 25                              | Pont      | Barbosa 23     | Basketball Arena, London Játékvezetők: Pablo Estévez (ARG), Jorge Vázquez (PUR), Robert Lottermoser (GER) |
| 2012. augusztus 6. 20:00 (21:00) | P. Gasol 7                               | Lepattanó | Varejão 7      | Basketball Arena, London Játékvezetők: Pablo Estévez (ARG), Jorge Vázquez (PUR), Robert Lottermoser (GER) |
| 2012. augusztus 6. 20:00 (21:00) | három játékos 4                          | Gólpassz  | Huertas 6      | Basketball Arena, London Játékvezetők: Pablo Estévez (ARG), Jorge Vázquez (PUR), Robert Lottermoser (GER) |

### Egyenes kieséses szakasz
|  |              |                        |                        |                        |     |                        |                        |                 |                 |               |               |       |       |
|  | Negyeddöntők | Negyeddöntők           | Negyeddöntők           |                        |     | Elődöntők              | Elődöntők              | Elődöntők       |                 |               | Döntő         | Döntő | Döntő |
|  | Negyeddöntők | Negyeddöntők           | Negyeddöntők           |                        |     | Elődöntők              | Elődöntők              | Elődöntők       |                 |               | Döntő         | Döntő | Döntő |
|  | augusztus 8. |                        |                        |                        |     |                        |                        |                 |                 |               |               |       |       |
|  |              |                        |                        |                        |     |                        |                        |                 |                 |               |               |       |       |
|  | B2           | Brazília (BRA)         | 77                     |                        |     |                        |                        |                 |                 |               |               |       |       |
|  | B2           | Brazília (BRA)         | 77                     | augusztus 10.          |     |                        |                        |                 |                 |               |               |       |       |
|  | A3           | Argentína (ARG)        | 82                     |                        |     |                        |                        |                 |                 |               |               |       |       |
|  | A3           | Argentína (ARG)        | 82                     |                        |     | Argentína (ARG)        | Argentína (ARG)        | 83              |                 |               |               |       |       |
|  | augusztus 8. |                        |                        |                        |     | Argentína (ARG)        | Argentína (ARG)        | 83              |                 |               |               |       |       |
|  |              |                        | Egyesült Államok (USA) | Egyesült Államok (USA) | 109 |                        |                        |                 |                 |               |               |       |       |
|  | A1           | Egyesült Államok (USA) | Egyesült Államok (USA) | Egyesült Államok (USA) | 109 | 119                    |                        |                 |                 |               |               |       |       |
|  | A1           | Egyesült Államok (USA) |                        |                        |     | 119                    | augusztus 12.          |                 |                 |               |               |       |       |
|  | B4           | Ausztrália (AUS)       | 86                     |                        |     |                        |                        |                 |                 |               |               |       |       |
|  | B4           | Ausztrália (AUS)       | 86                     |                        |     | Egyesült Államok (USA) | Egyesült Államok (USA) | 107             |                 |               |               |       |       |
|  | augusztus 8. |                        |                        |                        |     | Egyesült Államok (USA) | Egyesült Államok (USA) | 107             |                 |               |               |       |       |
|  |              |                        | Spanyolország (ESP)    | Spanyolország (ESP)    | 100 |                        |                        |                 |                 |               |               |       |       |
|  | A2           | Franciaország (FRA)    | Spanyolország (ESP)    | Spanyolország (ESP)    | 100 | 59                     |                        |                 |                 |               |               |       |       |
|  | A2           | Franciaország (FRA)    | augusztus 10.          |                        |     | 59                     |                        |                 |                 |               |               |       |       |
|  | B3           | Spanyolország (ESP)    | 66                     |                        |     |                        |                        |                 |                 |               |               |       |       |
|  | B3           | Spanyolország (ESP)    | 66                     |                        |     | Spanyolország (ESP)    | Spanyolország (ESP)    | 67              | Bronzmérkőzés   | Bronzmérkőzés | Bronzmérkőzés |       |       |
|  | augusztus 8. |                        |                        |                        |     | Spanyolország (ESP)    | Spanyolország (ESP)    | 67              | Bronzmérkőzés   | Bronzmérkőzés | Bronzmérkőzés |       |       |
|  |              |                        | Oroszország (RUS)      | Oroszország (RUS)      | 59  |                        |                        | augusztus 12.   | augusztus 12.   | augusztus 12. |               |       |       |
|  | B1           | Oroszország (RUS)      | Oroszország (RUS)      | Oroszország (RUS)      | 59  | 83                     |                        | augusztus 12.   | augusztus 12.   | augusztus 12. |               |       |       |
|  | B1           | Oroszország (RUS)      |                        |                        |     |                        |                        | Argentína (ARG) | Argentína (ARG) | 77            |               |       |       |
|  | A4           | Litvánia (LTU)         | 74                     |                        |     |                        |                        | Argentína (ARG) | Argentína (ARG) | 77            |               |       |       |
|  | A4           | Litvánia (LTU)         | 74                     |                        |     | Oroszország (RUS)      | Oroszország (RUS)      | 81              |                 |               |               |       |       |
|  |              |                        |                        |                        |     | Oroszország (RUS)      | Oroszország (RUS)      | 81              |                 |               |               |       |       |

#### Negyeddöntők
| 2012. augusztus 8. 14:00 (15:00) | Oroszország (RUS)                        | 83–74     | Litvánia (LTU) | Basketball Arena, London Játékvezetők: Carl Jungebrand (FIN), Pablo Estévez (ARG), Michael Aylen (AUS) |
| 2012. augusztus 8. 14:00 (15:00) | (17–10, 15–17, 22–23, 29–24) Jegyzőkönyv |           |                | Basketball Arena, London Játékvezetők: Carl Jungebrand (FIN), Pablo Estévez (ARG), Michael Aylen (AUS) |
| 2012. augusztus 8. 14:00 (15:00) | Andrej Kirilenko 19                      | Pont      | Kaukėnas 19    | Basketball Arena, London Játékvezetők: Carl Jungebrand (FIN), Pablo Estévez (ARG), Michael Aylen (AUS) |
| 2012. augusztus 8. 14:00 (15:00) | Andrej Kirilenko 13                      | Lepattanó | Valančiūnas 9  | Basketball Arena, London Játékvezetők: Carl Jungebrand (FIN), Pablo Estévez (ARG), Michael Aylen (AUS) |
| 2012. augusztus 8. 14:00 (15:00) | Viktor Hrjapa 8                          | Gólpassz  | négy játékos 3 | Basketball Arena, London Játékvezetők: Carl Jungebrand (FIN), Pablo Estévez (ARG), Michael Aylen (AUS) |

| 2012. augusztus 8. 16:15 (17:15) | Franciaország (FRA)                     | 59–66     | Spanyolország (ESP)   | Basketball Arena, London Játékvezetők: Cristiano Maranho (BRA), William Kennedy (USA), Christos Christodoulou (GRE) |
| 2012. augusztus 8. 16:15 (17:15) | (22–17, 15–17, 16–17, 6–15) Jegyzőkönyv |           |                       | Basketball Arena, London Játékvezetők: Cristiano Maranho (BRA), William Kennedy (USA), Christos Christodoulou (GRE) |
| 2012. augusztus 8. 16:15 (17:15) | Parker, Diaw 15                         | Pont      | M. Gasol 14           | Basketball Arena, London Játékvezetők: Cristiano Maranho (BRA), William Kennedy (USA), Christos Christodoulou (GRE) |
| 2012. augusztus 8. 16:15 (17:15) | Diaw 8                                  | Lepattanó | P. Gasol 11           | Basketball Arena, London Játékvezetők: Cristiano Maranho (BRA), William Kennedy (USA), Christos Christodoulou (GRE) |
| 2012. augusztus 8. 16:15 (17:15) | Diaw 5                                  | Gólpassz  | P. Gasol, Fernández 3 | Basketball Arena, London Játékvezetők: Cristiano Maranho (BRA), William Kennedy (USA), Christos Christodoulou (GRE) |

| 2012. augusztus 8. 20:00 (21:00) | Brazília (BRA)                           | 77–82     | Argentína (ARG) | Basketball Arena, London Játékvezetők: Juan Arteaga (ESP), José Carrion (PUR), Recep Ankaralı (TUR) |
| 2012. augusztus 8. 20:00 (21:00) | (26–23, 14–23, 14–18, 23–18) Jegyzőkönyv |           |                 | Basketball Arena, London Játékvezetők: Juan Arteaga (ESP), José Carrion (PUR), Recep Ankaralı (TUR) |
| 2012. augusztus 8. 20:00 (21:00) | Barbosa, Huertas 22                      | Pont      | Scola 17        | Basketball Arena, London Játékvezetők: Juan Arteaga (ESP), José Carrion (PUR), Recep Ankaralı (TUR) |
| 2012. augusztus 8. 20:00 (21:00) | Hilário 12                               | Lepattanó | Ginóbili 8      | Basketball Arena, London Játékvezetők: Juan Arteaga (ESP), José Carrion (PUR), Recep Ankaralı (TUR) |
| 2012. augusztus 8. 20:00 (21:00) | Huertas 5                                | Gólpassz  | Prigioni 8      | Basketball Arena, London Játékvezetők: Juan Arteaga (ESP), José Carrion (PUR), Recep Ankaralı (TUR) |

| 2012. augusztus 8. 22:15 (23:15) | Egyesült Államok (USA)                   | 119–86    | Ausztrália (AUS) | Basketball Arena, London Játékvezetők: Luigi Lamonica (ITA), Fernando Sampietro (ARG), Samir Abaakil (MAR) |
| 2012. augusztus 8. 22:15 (23:15) | (28–21, 28–21, 28–28, 35–16) Jegyzőkönyv |           |                  | Basketball Arena, London Játékvezetők: Luigi Lamonica (ITA), Fernando Sampietro (ARG), Samir Abaakil (MAR) |
| 2012. augusztus 8. 22:15 (23:15) | Bryant 20                                | Pont      | Mills 26         | Basketball Arena, London Játékvezetők: Luigi Lamonica (ITA), Fernando Sampietro (ARG), Samir Abaakil (MAR) |
| 2012. augusztus 8. 22:15 (23:15) | James 14                                 | Lepattanó | Ingles 8         | Basketball Arena, London Játékvezetők: Luigi Lamonica (ITA), Fernando Sampietro (ARG), Samir Abaakil (MAR) |
| 2012. augusztus 8. 22:15 (23:15) | James 11                                 | Gólpassz  | Ingles 6         | Basketball Arena, London Játékvezetők: Luigi Lamonica (ITA), Fernando Sampietro (ARG), Samir Abaakil (MAR) |

#### Elődöntők
| 2012. augusztus 10. 17:00 (18:00) | Spanyolország (ESP)                     | 67–59     | Oroszország (RUS) | Basketball Arena, London Játékvezetők: Luigi Lamonica (ITA), Ilija Belošević (SRB), Marcos Benito (BRA) |
| 2012. augusztus 10. 17:00 (18:00) | (9–12, 11–19, 26–15, 21–13) Jegyzőkönyv |           |                   | Basketball Arena, London Játékvezetők: Luigi Lamonica (ITA), Ilija Belošević (SRB), Marcos Benito (BRA) |
| 2012. augusztus 10. 17:00 (18:00) | P. Gasol 16                             | Pont      | Kaun 14           | Basketball Arena, London Játékvezetők: Luigi Lamonica (ITA), Ilija Belošević (SRB), Marcos Benito (BRA) |
| 2012. augusztus 10. 17:00 (18:00) | P. Gasol 12                             | Lepattanó | Kirilenko 8       | Basketball Arena, London Játékvezetők: Luigi Lamonica (ITA), Ilija Belošević (SRB), Marcos Benito (BRA) |
| 2012. augusztus 10. 17:00 (18:00) | három játékos 3                         | Gólpassz  | Sved 7            | Basketball Arena, London Játékvezetők: Luigi Lamonica (ITA), Ilija Belošević (SRB), Marcos Benito (BRA) |

| 2012. augusztus 10. 22:00 (23:00) | Argentína (ARG)                          | 83–109    | Egyesült Államok (USA) | Basketball Arena, London Játékvezetők: Carl Jungebrand (FIN), Recep Ankaralı (TUR), Robert Lottermoser (GER) |
| 2012. augusztus 10. 22:00 (23:00) | (19–24, 21–23, 17–27, 26–35) Jegyzőkönyv |           |                        | Basketball Arena, London Játékvezetők: Carl Jungebrand (FIN), Recep Ankaralı (TUR), Robert Lottermoser (GER) |
| 2012. augusztus 10. 22:00 (23:00) | Ginóbili 18                              | Pont      | Durant 19              | Basketball Arena, London Játékvezetők: Carl Jungebrand (FIN), Recep Ankaralı (TUR), Robert Lottermoser (GER) |
| 2012. augusztus 10. 22:00 (23:00) | Delfino 5                                | Lepattanó | Love 9                 | Basketball Arena, London Játékvezetők: Carl Jungebrand (FIN), Recep Ankaralı (TUR), Robert Lottermoser (GER) |
| 2012. augusztus 10. 22:00 (23:00) | Prigioni 6                               | Gólpassz  | James, Paul 7          | Basketball Arena, London Játékvezetők: Carl Jungebrand (FIN), Recep Ankaralı (TUR), Robert Lottermoser (GER) |

#### Bronzmérkőzés
| 2012. augusztus 12. 11:00 (12:00) | Argentína (ARG)                          | 77–81     | Oroszország (RUS) | Basketball Arena, London Játékvezetők: Juan Arteaga (ESP), José Carrion (PUR), William Kennedy (USA) |
| 2012. augusztus 12. 11:00 (12:00) | (20–19, 18–21, 19–21, 20–20) Jegyzőkönyv |           |                   | Basketball Arena, London Játékvezetők: Juan Arteaga (ESP), José Carrion (PUR), William Kennedy (USA) |
| 2012. augusztus 12. 11:00 (12:00) | Ginóbili 21                              | Pont      | Sved 25           | Basketball Arena, London Játékvezetők: Juan Arteaga (ESP), José Carrion (PUR), William Kennedy (USA) |
| 2012. augusztus 12. 11:00 (12:00) | Nocioni 7                                | Lepattanó | Kirilenko 8       | Basketball Arena, London Játékvezetők: Juan Arteaga (ESP), José Carrion (PUR), William Kennedy (USA) |
| 2012. augusztus 12. 11:00 (12:00) | Progioni 7                               | Gólpassz  | Sved 7            | Basketball Arena, London Játékvezetők: Juan Arteaga (ESP), José Carrion (PUR), William Kennedy (USA) |

#### Döntő
| 2012. augusztus 12. 15:00 (16:00) | Egyesült Államok (USA)                   | 107–100   | Spanyolország (ESP) | Basketball Arena, London Játékvezetők: Cristiano Maranho (BRA), Christos Christodoulou (GRE), Michael Aylen (AUS) |
| 2012. augusztus 12. 15:00 (16:00) | (35–27, 24–31, 24–24, 24–18) Jegyzőkönyv |           |                     | Basketball Arena, London Játékvezetők: Cristiano Maranho (BRA), Christos Christodoulou (GRE), Michael Aylen (AUS) |
| 2012. augusztus 12. 15:00 (16:00) | Durant 30                                | Pont      | P. Gasol 24         | Basketball Arena, London Játékvezetők: Cristiano Maranho (BRA), Christos Christodoulou (GRE), Michael Aylen (AUS) |
| 2012. augusztus 12. 15:00 (16:00) | Durant, Love 9                           | Lepattanó | Ibaka 9             | Basketball Arena, London Játékvezetők: Cristiano Maranho (BRA), Christos Christodoulou (GRE), Michael Aylen (AUS) |
| 2012. augusztus 12. 15:00 (16:00) | James 4                                  | Gólpassz  | P. Gasol 7          | Basketball Arena, London Játékvezetők: Cristiano Maranho (BRA), Christos Christodoulou (GRE), Michael Aylen (AUS) |

| A 2012. évi nyári olimpiai játékok férfi kosárlabdatornájának olimpiai bajnoka |
| · EGYESÜLT ÁLLAMOK · 14. cím                                                   |
| ------------------------------------------------------------------------------ |

### Végeredmény
| Helyezés | Csapat                 | M | Gy | V | P+  | P–  | Pk   | P  |  |
| -------- | ---------------------- | - | -- | - | --- | --- | ---- | -- |  |
| Arany    | Egyesült Államok (USA) | 8 | 8  | 0 | 924 | 667 | +257 | 16 |  |
| Ezüst    | Spanyolország (ESP)    | 8 | 5  | 3 | 647 | 619 | +28  | 13 |  |
| Bronz    | Oroszország (RUS)      | 8 | 6  | 2 | 623 | 577 | +46  | 14 |  |
| 4.       | Argentína (ARG)        | 8 | 4  | 4 | 690 | 691 | –1   | 12 |  |
|          |                        |   |    |   |     |     |      |    |  |
| 5.       | Brazília (BRA)         | 6 | 4  | 2 | 479 | 431 | +48  | 10 |  |
| 6.       | Franciaország (FRA)    | 6 | 4  | 2 | 435 | 444 | –9   | 10 |  |
| 7.       | Ausztrália (AUS)       | 6 | 3  | 3 | 496 | 492 | +4   | 9  |  |
| 8.       | Litvánia (LTU)         | 6 | 2  | 4 | 469 | 482 | –13  | 8  |  |
|          |                        |   |    |   |     |     |      |    |  |
| 9.       | Nagy-Britannia (GBR)   | 5 | 1  | 4 | 380 | 405 | –25  | 6  |  |
| 10.      | Nigéria (NGR)          | 5 | 1  | 4 | 338 | 456 | –118 | 6  |  |
| 11.      | Tunézia (TUN)          | 5 | 0  | 5 | 320 | 411 | –91  | 5  |  |
| 12.      | Kína (CHN)             | 5 | 0  | 5 | 313 | 439 | –126 | 5  |  |